# 普拉托足球俱樂部
普拉托足球俱樂部（義大利語：Associazione Calcio Prato）是一支位於意大利普拉托的職業足球會，目前於意大利足球丁级联赛角逐。

## 外部連結
- Official site （页面存档备份，存于）